# Malignant Tumour
Malignant Tumour es una banda checa de género grindcore fundada en 1991. Ha realizado más que 1000 conciertos en 3 continentes. La banda ganó el premio Czech Grammy en 2010 al Mejor Álbum Hard&Heavy por su álbum Earthshaker
En 2008 su álbum In Full Swing ganó el premio Břitva al Mejor Álbum y a la Mejor Banda En Vivo y en 2010 su video Earthshaker obtuvo el premio Břitva al Mejor Video. 

## Miembros
Miembros actuales
- Martin "Bilos" Bílek – la voz principal y guitarra
- Robert "Šimek" Šimek – voz y bajo
- Martin "Korál" Vyorálek – voz y guitarra
- Petr "Bohdič" Bohda – batería

## Discografía
Álbumes de estudio
- 2003: Dawn of the New Age
- 2005: Burninhell
- 2008: In Full Swing
- 2010: Earthshaker
- 2013: Overdose&Overdrive
- 2016: The Metallist
- 2024: Maximum Rock´n´Roll